# Jezioro (województwo lubelskie)
Jezioro – wieś w Polsce położona w województwie lubelskim, w powiecie parczewskim, w gminie Siemień. W południowej części wsi leży jezioro Izdebne. 
Wieś szlachecka położona była w drugiej połowie XVI wieku w powiecie lubelskim województwa lubelskiego. W latach 1975–1998 miejscowość administracyjnie należała do województwa bialskopodlaskiego.
Wieś stanowi sołectwo w gminie Siemień. Według Narodowego Spisu Powszechnego z roku 2011 wieś liczyła 458 mieszkańców.
Wierni Kościoła rzymskokatolickiego należą do parafii Najświętszego Serca Jezusowego w Suchowoli.